# Aradjamough
Aradjamough (arménien : Առաջամուղ) est un village modèle fondé en 2005 par la Foundation Tufenkian, en collaboration avec le département de la réinstallation et des affaires relatives aux réfugiés du Haut-Karabagh. Le village fait partie de facto de la République du Haut-Karabagh depuis la fin de la guerre du Haut-Karabagh et de jure du district de Khojavend en Azerbaïdjan. En 2014, le village comptait 19 maisons et 85 habitants.
Aradjamough faisait partie de la région de Hadrout, de la République autoproclamée d’Artsakh depuis la première guerre du Haut-Karabakh jusqu’à sa reprise par l’Azerbaïdjan le 20 octobre 2020 lors de la guerre du Haut-Karabakh de 2020.